# Route nationale 731
La route nationale 731 ou RN 731 était une route nationale française reliant Saint-Hilaire-de-Villefranche à Chalais tout en traversant Cognac et Barbezieux-Saint-Hilaire. À la suite de la réforme de 1972, elle a été déclassée en RD 731.

## Ancien tracé de Saint-Hilaire-de-Villefranche à Chalais (D 731)
- Saint-Hilaire-de-Villefranche
- Brizambourg
- Burie
- Cognac
- Salles-d'Angles
- Saint-Fort-sur-le-Né
- Cierzac
- Archiac
- Barbezieux
- Condéon
- Chillac
- Passirac
- Brossac
- Bardenac
- Chalais